# Trifenylfosfinoxid
Trifenylfosfinoxid je organická sloučenina se vzorcem OP(C6H5)3. Je vedlejším produktem reakcí, při kterých se používá trifenylfosfin a používá se k usnadnění krystalizace některých sloučenin.

## Struktura a vlastnosti
Trifenylfosfinoxid vytváří čtyřstěnné molekuly podobné jako oxychlorid fosforečný. Kyslíkový atom vykazuje vlastnosti zásady. Díky nízké reaktivitě hlavního řetězce a zásaditosti kyslíkového atomu je oblíbenou látkou usnadňující krystalizaci molekul s kyselými atomy vodíku, jako jsou například fenoly.
Je známo několik krystalových modifikací trifenylfosfinoxidu, jednou z nich je jednoklonná s prostorovou grupou P21/c, Z = 4, a = 1506,6(1) pm, b = 903,7(2) pm, c = 1129,6(3) pm, a β = 98,47(1)°. Existuje také kosočtverečná forma, která má prostorovou grupu Pbca, kde Z = 4, a = 2908,9(3) pm, b = 913,47(9) pm a c = 1126,1(1) pm.

## Vznik v organické syntéze
Trifenylfosfinoxid je vedlejším produktem mnoha reakcí používaných v organické syntéze, jako jsou Wittigova, Staudingerova a Micunobova reakce. Vytváří se také při používání trifenylfosfindichloridu k přeměně alkoholů na alkylchloridy:
(C6H5)3PCl2 + ROH → (C6H5)3PO + HCl + RCl
Trifenylfosfin lze z oxidu získat reakcemi s deoxygenačními činidly, jako jsou fosgen nebo trichlorsilan:
(C6H5)3PO + SiHCl3 → P(C6H5)3 + 1/n (OSiCl2)n + HCl
Odstranění trifenylfosfinoxidu z reakčních směsí pomocí chromatografie bývá obtížné, díky jeho nízké rozpustnosti v hexanu a chladném diethyletheru jej však často lze chromatograficky odstranit pomocí těchto látek. Nejprve se provede přeměna na hořečnatý komplex, který je špatně rozpustný v toluenu a dichlormethanu, a ten se odfiltruje. Při jiné metodě se místo toho přidává chlorid zinečnatý, který může být použit i s polárnějšími rozpouštědly, jako jsou ethanol, ethylacetát a tetrahydrofuran.

## Koordinační chemie

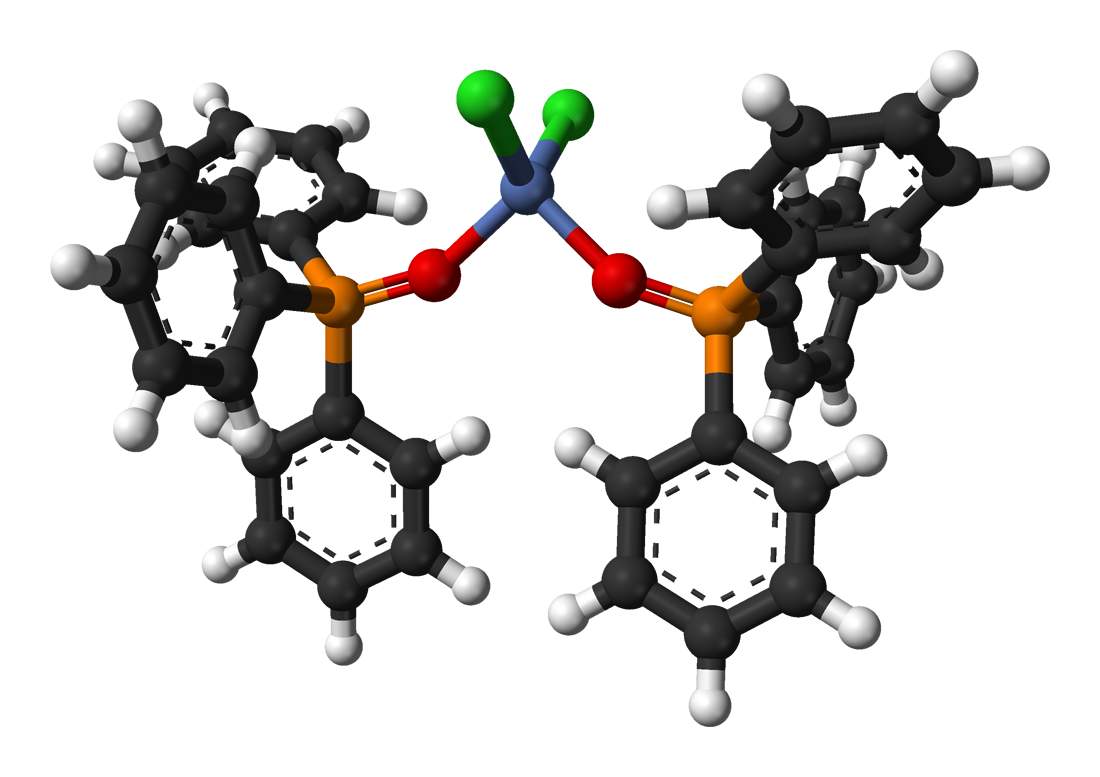
Komplex NiCl_{2}(OP(C_{6}H_{5})_{3})_{2}

C6H5)3PO může vytvářet komplexy s „tvrdými“ ionty kovů. Příkladem může být NiCl2(OP(C6H5)3)2.
Trifenylfosfinoxid je běžnou nečistotou v trifenylfosfinu, kde vzniká oxidací, kterou mohou katalyzovat ionty mnoha kovů:
2 P(C6H5)3 + O2 → 2 (C6H5)3PO